# ソングス・フォー・サムワン
「ソングス・フォー・サムワン」（Song for Someone）は、U2が2014年に発表した『ソングス・オブ・イノセンス』に収録されている曲で、シングルリリースされた。

## 概要
ボノが妻のアリへ向けたラブソング。恋愛やセックスを知ったことについての戸惑いを歌っているとのこと。
歌を書くのなら、賢明すぎないように。それは失恋と同じくらい良いこと。そして、完全であるよりもロマンチックだ。僕たちは人生の結末を見つけようと毎日を過ごしている。それが見つからないと失望というカタチで世界を動かしたり、そうでもなかったり。悲しみに終わりはなくて…だからこそ、僕はこんなふうに愛にも終わりがないことを知ることができたんだ（ボノ）
アコギヴァージョンはカリフォルニアのマリブでレコーディングされ、デラックス・エディションに収録された。このヴァージョンではエッジはピアノを弾いており、デヴィッド・キャンベルによるストリングス・アレンジメントが施されている。

## PV

### Film
- 監督：ヴィンセント・ヘイコック
- プロデューサー：Park Pictures & Mainline
- 出演：ウディ・ハレルソン
- ロケ地：Mira Loma Detention Center（ロサンゼルス）
- 撮影日： 2015年4月24日
- リリース日： 2015年7月9日

何年もの間、刑務所に入っていたウディ演じる男の釈放日を描いた作品。メイキング・ビデオがある。

### Official Video
- 監督：マット・マハーアン
- プロデューサー：マット・マハーアン
- ロケ地：マリブ
- 撮影日： 2015年8月27日
- リリース日： 2015年8月

### Virtual Reality Version
- 監督：クリス・ミルク
- プロデューサー：アリ・パリッツ
- ロケ地：Air Canada Centre（トロント）
- 撮影日： 2015年7月6日
- リリース日： 2015年10月25日

アップルが制作した360度ビデオがある。